# الدوري الإسباني الدرجة الثانية ب 1980–81
الدوري الإسباني الدرجة الثانية بي 1980–81 (بالإسبانية: Segunda División B de España 1980-81)‏ هو موسم من الدوري الإسباني الدرجة الثانية بي. فاز فيه سلتا فيغو.